# Estação Ferroviária de Sarnadas
A Estação Ferroviária de Sarnadas, igualmente conhecida como Sarnadas - Cebolais de Cima, é uma interface ferroviária da Linha da Beira Baixa, que serve a localidade de Sarnadas de Ródão, no Distrito de Castelo Branco, em Portugal.

## Descrição

### Infraestrutura
Em Janeiro de 2011, dispunha de duas vias de circulação, com 525 e 523 metros de comprimento; as duas plataformas tinham 187 e 201 m de extensão, e 90 e 45 cm de altura.

### Serviços
Esta gare é servida pelos comboios Regionais da empresa Comboios de Portugal.

## História
A Estação situa-se no troço entre Abrantes e Covilhã da Linha da Beira Baixa, que começou a ser construído nos finais de 1885, e entrou em exploração no dia 6 de Setembro de 1891.